# Jairo Torres
Ían Jairo Misael Torres Ramírez, noto semplicemente come Jairo Torres (Guadalajara, 5 luglio 2000), è un calciatore messicano, attaccante del Juárez.

## Caratteristiche tecniche
È un'ala destra.

## Carriera

### Club
Cresciuto nel settore giovanile dell'Atlas, ha esordito in prima squadra il 20 novembre 2016 disputando l'incontro di campionato perso 1-0 contro il Chiapas.

### Nazionale
Ha giocato nella nazionale messicana Under-17.
Il 2 ottobre 2019 ha esordito con la nazionale maggiore messicana disputando l'amichevole vinta 2-0 contro Trinidad e Tobago.

## Statistiche
Statistiche aggiornate al 1º dicembre 2019.

### Cronologia presenze e reti in nazionale
| Cronologia completa delle presenze e delle reti in nazionale ― Messico | Cronologia completa delle presenze e delle reti in nazionale ― Messico | Cronologia completa delle presenze e delle reti in nazionale ― Messico | Cronologia completa delle presenze e delle reti in nazionale ― Messico | Cronologia completa delle presenze e delle reti in nazionale ― Messico | Cronologia completa delle presenze e delle reti in nazionale ― Messico | Cronologia completa delle presenze e delle reti in nazionale ― Messico | Cronologia completa delle presenze e delle reti in nazionale ― Messico |
| Data                                                                   | Città                                                                  | In casa                                                                | Risultato                                                              | Ospiti                                                                 | Competizione                                                           | Reti                                                                   | Note                                                                   |
| ---------------------------------------------------------------------- | ---------------------------------------------------------------------- | ---------------------------------------------------------------------- | ---------------------------------------------------------------------- | ---------------------------------------------------------------------- | ---------------------------------------------------------------------- | ---------------------------------------------------------------------- | ---------------------------------------------------------------------- |
| 2-10-2019                                                              | Toluca                                                                 | Messico                                                                | 2 – 0                                                                  | Trinidad e Tobago                                                      | Amichevole                                                             | -                                                                      | 46’ 84’                                                                |
| Totale                                                                 |                                                                        | Presenze                                                               | 1                                                                      |                                                                        | Reti                                                                   | 0                                                                      |                                                                        |

## Palmarès

### Club

#### Competizioni nazionali
- Campionato messicano: 1

Atlas: Clausura 2021